# Баден-Баден (шахматный турнир)
Баден-Баден — международные шахматные турниры, проводятся со 2-й половины XIX века на германском курорте Баден-Баден при содействии городских властей.
Изначально на турнире выступали ведущие шахматисты Европы, впоследствии в соревновании стали принимать участие представители и других частей света. Начиная с 1980-х гг., параллельно с гроссмейстерскими турнирами проводятся массовые фестивали по швейцарской системе.

## Победители
- 1870 — Адольф Андерсен — 11 очков из 16
- 1925 — Александр Алехин — 16 очков из 20
- 1981 — Энтони Майлс и Золтан Рибли — 9½ очков из 13
- 1985 — Ян Смейкал — 9 очков из 13
- 1988 — Виталий Цешковский — 10 очков из 14
- 2017 — Левон Аронян — 5½ очков из 7
- 2018 — Фабиано Каруана — 6½ очков из 9